# Тоді (напій)
То́ді (від англ. toddy або гінді tāḍi) — коктейль, приготований із суміші міцного алкоголю, води, підсоложувача та прянощів. Тоді винайшли у XVIII сторіччі спеціально для жінок, яким не подобався надто різкий смак рому чи віскі. З часом з'явилося багато нових різновидів цього коктейлю на основі інших алкогольних напоїв, втім, класичним залишається рецепт із віскі. Тоді може бути як холодним, так і гарячим, але останній варіант значно переважає, тому найчастіше цей коктейль вживають у країнах з холодним кліматом: Ірландії, Англії, Швеції, Фінляндії, на півночі США.

## Етимологія
За однією версією, тоді назвали на честь лікаря Роберта Бентлі Тодда, який приписував своїм пацієнтам напій на основі «бренді, білої кориці, цукрового сиропу і води». За іншим припущенням, словом «toddy» англійці спочатку називали індійський алкогольний напій, який виготовляли зі збродженого кокосового молока. Перші згадки про англійські слова англ. tarrie, taddy відносяться, відповідно, до 1600 і 1610 року. Ймовірно, ці терміни походять від гінді tari, tāḍi, якими індійці позначали певні види кокосових пальм. В свою чергу, ці слова виводять або від санскр. tala-s, або від однієї з дравідійських мов — каннада tar чи тел. tadu. В часи Ост-Індійської компанії термін набув поширення в Шотландії, де ним стали позначати питво зовсім іншого ґатунку. Так, у 1786 році слово «toddy» визначали вже як «напій з алкогольного лікеру, гарячої води, цукру та прянощів». В такому звучанні й тлумаченні його запозичили інші європейські народи. Оскільки цей коктейль готують майже завжди гарячим, в сучасній англійській мові за ним закріпилось словосполучення англ. hot toddy — «гарячий тоді» або, навіть, англ. hot whisky — «гаряче віскі».

## Складники
Окрім віскі, рому, бренді та лікеру в сучасних рецептурах тоді можуть бути використані джин, горілка, настоянка, кальвадос, коньяк. В окремих випадках «безалкогольним тоді» можуть називати сурогат цього напою на основі чаю з прянощами. Як правило, в одній рецептурі використовують один алкогольний напій, зрідка — два. Щоб пом'якшити смак алкоголю, його розбавляють водою. Пізніше в деяких рецептах її стали заміняти чорним або трав'яним чаєм.
З підсоложувачів у тоді найчастіше використовують мед, але він може бути замінений цукром, цукровим, фруктовим чи кленовим сиропом. Якщо тоді готують з додаванням солодкого лікеру, то додатковий підсоложувач можуть і не застосовувати. Майже обов'язковим складником цього коктейлю є нарізаний скибками лимон, рідше його замінюють лимонним соком чи соком лайму. В яблучному тоді на основі кальвадосу замість лимона додають скибки свіжих яблук, в екзотичніших рецептах тоді трапляються такі складники як журавлина або грейпфрут. З прянощів найуживаніші гвоздика та кориця, також часто використовують мускатний горіх, свіжий імбир, бодян.

## Приготування
Для приготування класичного гарячого тоді воду доводять до кипіння або заварюють чай. В алкоголь всипають прянощі, вливають воду (чай), додають підсоложувач, перемішують і залишають настоятися 1—2 хвилини. Холодний тоді готують в такій само послідовності, тільки кип'ячену воду попередньо охолоджують. В залежності від складу і виду використаних продуктів напій або змішують в шейкері, а потім розливають, або відразу змішують у тому посуді, в якому його подаватимуть. Після змішування усіх складників остаточна міцність цього коктейлю становить від 7 до 18°.
Тоді прийнято подавати у скляному посуді, форма якого більш-менш відповідає основному алкогольному напою, який був використаний у рецептурі. Наприклад, тоді на основі віскі чи рому частіше подають у склянках (зазвичай типу хайбол), яблучний або кон'ячний тоді — у келихах. Універсальним способом подачі є філіжанки. Коктейль прикрашають скибками лимону, яблук, лимонною цедрою, паличками кориці або зірочками бодяну.
Як правило, тоді готують у прохолодну сиру погоду або п'ють ввечері перед сном. З середини XIX сторіччя цей напій описують як дієвий засіб від застуди, який добре зігріває, заспокоює, зміцнює імунітет, позбавляє від болю в горлі тощо. За складом продуктів тоді можна порівняти з такими відомими протизастудними засобами як чай з лимоном, збитень, грог, глінтвейн, імбирний чай.